# Felbrigg Hall

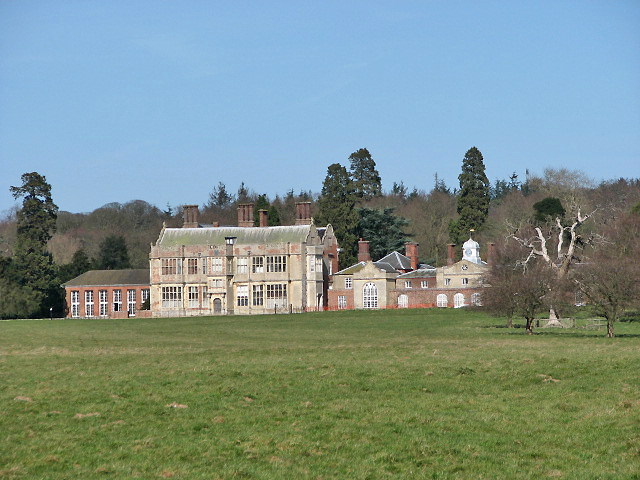
Felbrigg Hall, ala jacobea, hacia 1624

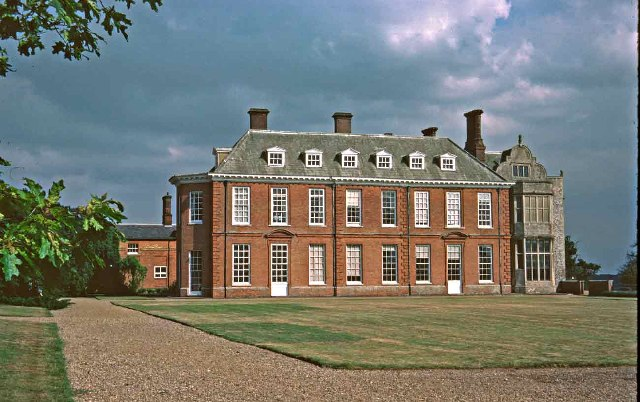
Felbrigg Hall, ala oeste, alrededor de 1680

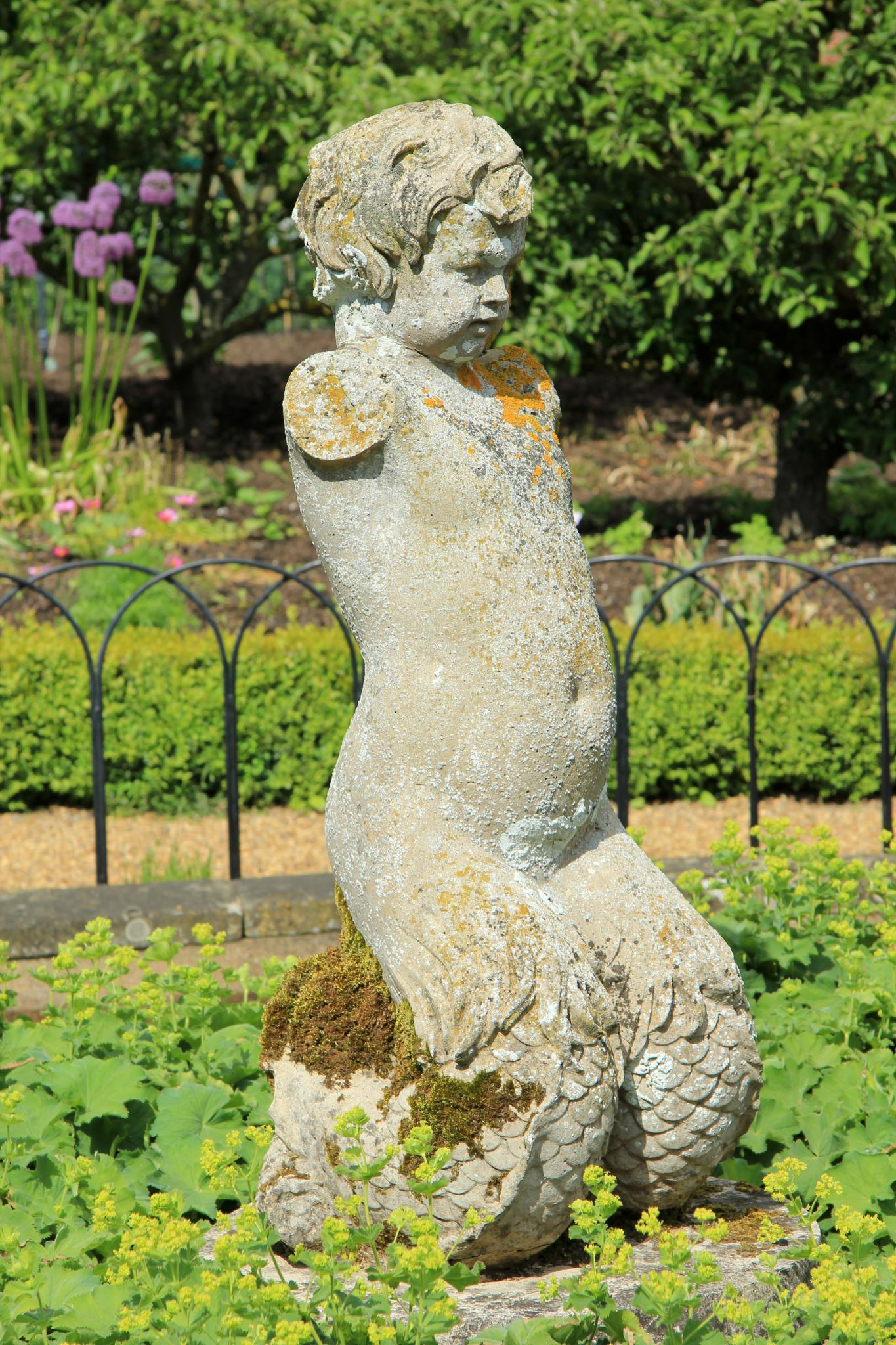
Uno de los adornos de jardín de Felbrigg.

Felbrigg Hall es una casa de campo inglesa del siglo XVII cerca del pueblo del mismo nombre en Norfolk. Parte de una propiedad del National Trust, la casa inalterada del siglo XVII se destaca por su arquitectura jacobea y su elegante interior georgiano . En el exterior hay un jardín amurallado, un invernadero de naranjos y huertos. La casa y los terrenos fueron legados al National Trust en 1969 por Robert Ketton-Cremer . La sala es de Grado I en la Lista del Patrimonio Nacional de Inglaterra .  La mayoría de los terrenos son parte de Felbrigg Woods, un sitio de especial interés científico .

## Historia
La finca se originó con la familia Felbrigg. Pasó a John Wyndham (fallecido en 1475) y permaneció en esa familia durante siglos.
Thomas Wyndham (fallecido en 1522) fue consejero del rey Enrique VIII. Más tarde, los residentes incluyeron a John Wyndham (1558–1645), quien probablemente fue el constructor de Felbrigg Hall. El último Wyndham o Windham de Felbrigg fue William Wyndham (fallecido en 1810). Se había agregado mucha tierra a la propiedad medieval en los siglos XVII y XVIII. Sobre el entablamento, las armas de la familia y los vanos salientes llevan las palabras GLORIA DEO IN EXCELSIS en piedra calada, coronadas por bestias heráldicas.
El último propietario de la casa, antes de que pasara a manos del National Trust, fue Robert Wyndham Ketton-Cremer . Su heredero, su hermano Richard, murió en acción en la Segunda Guerra Mundial. El monumento de Robert a Richard está en el bosque detrás de la casa. 
Robert Wyndham Ketton-Cremer escribió varios libros, particularmente sobre Norfolk, incluidos Felbrigg: the Story of a House, y Norfolk in the Civil War, Faber, 1969. Robert Ketton-Cremer nunca se casó y, sin herederos, dejó la herencia al National Trust a su muerte en 1969. Parte de la finca fue adquirida por Beeston Hall School.
Christopher Mackie fue el administrador, o houseman, de Felbrigg Hall hasta 1990. Su esposa Mary Mackie escribió tres libros sobre sus experiencias allí: Cobwebs and Cream Teas, Dry Rot and Daffodils y Frogspawn and Floor Polish.

## Este Día
Hoy en día, la finca Felbrigg cubre aproximadamente 1,760 acres (alrededor de 7 km 2) de zonas verdes, incluidos los 520 acres (2,1 km²) del Gran Bosque, que cobija la casa. Hay acceso público a los terrenos a lo largo de una serie de senderos señalizados a través de la finca, incluido el sendero de larga distancia Weavers' Way. Por el polígono también pasan las autonómicas 33 y 30 de la Red Ciclista Nacional.

## Los jardines
El jardín de Felbrigg se presenta en dos estilos diferentes. El jardín oeste está diseñado al estilo de un patio de recreo victoriano típico, dispuesto alrededor de un invernadero de naranjos del siglo XVIII . Acentuando el juego entre luces y sombras, sus céspedes formales se entremezclan con áreas de arbustos oscuros. Este jardín presenta una serie de especímenes de América del Norte, incluidos robles rojos, cedros rojos occidentales y un prado con un jardín amurallado. Hay bordes dobles de arbustos mixtos, un borde herbáceo y más. El huerto ha sido plantado con variedades de frutas que se sabe que crecieron en el jardín durante el siglo XIX. Los jardines albergan la Colección Nacional de colchicums. 
Los jardines están incluidos en el Grado II* en el Registro de Parques y Jardines Históricos y Felbrigg Woods es un Sitio de Especial Interés Científico.

## Controversia del Fideicomiso Nacional
Para conmemorar el 50 aniversario de la despenalización de la actividad sexual entre hombres en Inglaterra y Gales, National Trust organizó en el verano de 2017 una campaña "Prejuicio y orgullo" que destacaba los temas LGBT en sus propiedades. En Felbrigg Hall, un cortometraje narrado por Stephen Fry declaró que Robert Wyndham Ketton-Cremer era ampliamente conocido por ser homosexual,  aunque otros afirmaron que esto solo lo sabían sus amigos cercanos. Dos de los ahijados de Ketton-Cremer criticaron la decisión, alegando que una salida pública habría estado en contra de los deseos de Ketton-Cremer y acusando al Trust de usar a su padrino para generar publicidad.
El Trust también solicitó que los voluntarios usen una insignia con el logotipo de la organización benéfica sobre los colores de la bandera del orgullo LGBT . De los 350 voluntarios de la casa, diez se negaron y se les pidió que asumieran roles entre bastidores durante la campaña. Secciones de la prensa pidieron al Trust que revocara su decisión, y algunos miembros cancelaron su membresía por el tema. Posteriormente, el Trust cambió de sentido el uso de insignias.

## Otras lecturas
- Guía ilustrada de Gran Bretaña de AA, Londres, 5.ª edición, 1983
- Ketton-Cremer, Robert Wyndham, Felbrigg, la historia de una casa, Londres, 1962. El autor donó Felbrigg Hall al National Trust en 1969.
- Mary Mackie, Telarañas y tés cremosos: año en la vida de una casa del National Trust ,ISBN 0-7528-3410-X
- Mary Mackie, Dry Rot and Daffodils: Life in a National Trust House ,ISBN 0-7528-3409-6
- Mary Mackie, Frogspawn y Floor Polish: arriba y abajo en una casa del National Trust ,ISBN 1-84024-333-3
- Maddison, John (2004) [1995], Felbrigg Hall (Nueva ed. ). Warrington: Fideicomiso Nacional .ISBN 1-84359-101-4.